# Пещера Милодон
Пещера Милодон (исп. Cueva del Milodón Natural Monument) — памятник природы, находится в 20 км от парка Торрес-дель-Пайне, провинция Ультима-Эсперанса, Чили.

## Название
Название происходит от древнего травоядного ископаемого животного из семейства наземных ленивцев — милодона (Mylodon Darwini), обитавшего когда-то на территории Южной Америки и вымершего 11 тысяч лет назад. Именно его скелет и был найден в пещере.

## Пещера Милодон
Её формирование началось около 18 000 лет назад с наступлением и отступлением ледников, которые размыли склоны горы Бенитес, оставив первые следы пещеры. 14 500 лет назад лёд отступил в сторону Тихого океана, образовалось ледяное озеро, окружавшее холм Бенитес, преобразовав его в остров. Волны озера размыли более мягкие слои холма, состоящие из сланцев и песчаников, образовав впадину. Таким образом, остались стены и потолок пещеры, состоящие из конгломератов скальных пород, более устойчивых к эрозии. По найденным в этом районе останкам животных известно, что около 13 500 лет озеро находилось на низком уровне, соединяя пещеру с материком, тем самым позволяя получить доступ к мегафауне.
Эта необычная пещера является природным памятником Чили, популярное направление у туристов. На самом деле, это целый комплекс из трех пещер, из них самая главная, живописная Большая пещера (исп. Cueva Grande). Пещера представляет собой огромный зал со свисающими со стен сталактитами и несколько проходов. Большой вход дает достаточно света, чтобы перемещаться внутри без использования искусственного освещения, к тому же в пещере по периметру проложены тротуары, установлены ограждения, отличная акустика. Справа, возле входа в пещеру установлена статуя милодона в натуральную величину.
Рядом с пещерой находится еще одна местная достопримечательность — так называемый Стул Дьявола (исп. La Silla del Diablo), гигантский камень, чем то напоминающий громадный трон. По территории, вокруг пещеры и далее, проложено несколько пешеходных маршрутов, один из которых ведёт на вершину холма, над пещерой Милодон.

## Археология
В 1896 году немецкий исследователь Герман Эберхардт нашел здесь хорошо сохранившийся скелет милодона, который когда-то обитал в этих местах. Здесь были найдены следы древнейших поселений людей в Патагонии. Люди проживали в этих пещерах до 10 тысяч лет назад.